# Gazele
Gazele su pripadnici antilopskih vrsta iz roda Gazella. Šest vrsta koje su nekad bile u ovom rodu sada pripaduju rodovima Eudorcas i Nanger, koji su nekad smatrani podrodovima roda Gazella. Treći bivši podrod, Procapra, obuhvata tri postojeće vrste azijskih gazela.
Gazele su poznate kao brze životinje. Neke mogu da potrče u namasima brzinama od po 100 km/h (60 mph) ili da duže trče brzinom od 50 km/h (30 mph). Gazele uglavnom obitavaju u pustinjama, pašnjacima i savanama Afrike; ali se takođe nalaze u jugozapadnoj i centralnoj Aziji i Indijskom potkontinentu. One imaju tendenciju da žive u stadima i jedu manje grube, lako svarljive biljke i lišće. Gazele su relativno male antilope, pri čemu većina ima stojeću visinu od 60—1.070 cm (2—35 ft) u ramenima, i generalno su žućkaste boje.
Rodovi gazela su Gazella, Eudorcas i Nanger. Taksonomija ovih rodova je donekle zbunjujuća, a klasifikacija vrsta i podvrsta nije u potpunosti rešeno pitanje. Trenutno se smatra da rod Gazella sadrži oko 10 vrsta. Četiri druge vrste su izumrle: crvena gazela, arabijska gazela, gazela kraljice Šebe i saudijska gazela. Većina preživelih vrsta gazela smatra se ugroženim u različitim stepenima. U bliskoj vezi sa pravim gazelama nalaze se tibetanske i mongolske gazele (vrste roda Procapra), jelenska antilopa iz Azije i afrički springbok.
Jedna dobro poznata gazela je afrička vrsta Tomsonova gazela (Eudorcas thomsoni), koja je oko 60—80 cm (24—31 in) visoka u ramenima, obojena braon i belo sa prepoznatljivom crnom trakom. Mužjaci imaju duge, često zakrivljene rogove. Kao i mnoge druge vrste plena, Tomiji i springboci (kako se uobičajeno nazivaju) pokazuju prepoznatljivo ponašanje stotinga (trčanja i visokog skakanja pre bega) kada im preti predator, kao što su gepardi, lavovi, afrički divlji psi, krokodili, hijene i leopardi.

## Etimologija
Naziv Gazelle je izveden iz arap. غزال ġazāl, sa Magribskim izgovorom ġazēl. Do Evrope je prvi put dosplela preko starošpanske i starofrancuske reči, i zatim oko 1600. godine je postala deo engleskog jezika. Arapi su tradicionalno lovili gazele. Cenjena zbog svoje gracioznosti, gazela je simbol koji se najčešće povezuje u arapskoj i persijskoj književnosti sa ženskom lepotom. U mnogim zemljama severozapadne podsaharske Afrike, gazela se obično naziva „dangelo”, što znači „brzi jelen”.

## Simbolizam ili totemizam u afričkim familijama
Gazele poput antilopa, čije porodice su deo, predstavljaju totem mnogih afričkih porodica kao što je porodica Džuf iz regiona Senegambije, Bagananoa iz Bocvane u Južnoj Africi - za koju se kaže da je potomak Bahuruce, i klana Eraraka (ili Erarak) iz Ugande. Kao što je uobičajeno u mnogim afričkim društvima, zabranjeno je da Džuf ili Eraraka ubijaju ili dodiruju porodični totem.

## Poezija
Jedna od tradicionalnih tema u arapskoj ljubavnoj poeziji obuhvata poređenje gazele sa voljenom osobom, i lingvisti pretpostavljaju da je ghazal, reč za ljubavnu poeziju u arapskom jeziku srodna sa rečju gazela.

## Sistematika

### Vrste
- [12][13][14]
- [15][16][17]
- [18][19]
- [20][21]
- [22][23]

### Podvrste
- [24]
- -{[[Gazella subgutturosa yarkandensis Blanford, 1875}-

### Praistorijske ekstinkcije
Fosili pripadnika roda Gazella su nađeni u pliocenskim i pleistocenskim depozitima Evroazije i Afrike. Sićušna Gazella borbonica je jedna od najranijih evropskih gazela, karakterisana svojom malom veličinom i kratki nogama. Gazele su nestale iz Evrope na početku ledenog doba, ali su one opstale u Africi i Srednjem istoku.
- Rod 
  -  - Evropska gazela
  -  - Tomasova gazela
  -  - Pliocen Etiopije, neobični spiralni rogovi[25]
- Podrod 
  -  - stepska gazela
  -  - Lajlova gazela
  -  - Japanska gazela
  -  - Gazela ledenog doba
- Podrod
- Podrod
- Podrod
- Rod

## Galerija
- Grantova gazela (mužjak)
- Saharska gazela
- Kivijeova gazela (ženka)
- Tomsonova gazela (mužjak)
- Spikova gazela (ženka)
- Džejran (ženke i mladunac)
- Indijska gazela (ženka)
- Dorkas gazela (ženka)
- Crvenočela gazela
- Planinska gazela (mužjak)
- Somalijska gazela (ženka)
- Rimova gazela (mužjak)
- Gazele na jednoj od vaza napravljenim za palatu Alhambra